# Makov Hrib
Makov Hrib je naselje u Hrvatskoj u sastavu Grada Čabra. Nalazi se u Primorsko-goranskoj županiji. 

## Zemljopis
Sjeverozapadno je Brinjeva Draga, sjeverno je Parg, sjeveroistočno su Prhutova Draga, Tropeti, Čabar i Gornji Žagari, istočno-jugoistočno su Vrhovci, jugoistočno su Lazi i Kraljev Vrh, južno-jugoistočno je Tršće, južno su Srednja Draga, Ferbežari i Selo, jugozapadno su Ravnice i Crni Lazi.

## Stanovništvo
| broj stanovnika | 37    | 38    | 35    | 25    | 35    | 47    | 42    | 57    | 51    | 55    | 55    | 49    | 55    | 103   | 100   | 103   | 89    |
|                 | 1857. | 1869. | 1880. | 1890. | 1900. | 1910. | 1921. | 1931. | 1948. | 1953. | 1961. | 1971. | 1981. | 1991. | 2001. | 2011. | 2021. |